# Copa espanyola d'hoquei sobre patins femenina 2011
La Copa de la Reina 2011 d'hoquei sobre patins fou la tretzena edició de la Copa espanyola. Se celebrà el cap de setmana del 12 i 13 de febrer de 2011 al Pavelló Mata Jove de Gijón i fou organitzada per la Federació Espanyola de Patinatge. Hi participaren els quatre primers equips classificats de la primera volta de l'OK Lliga, el Club Patí Voltregà, el Centre d'Esports Arenys de Munt, el Club Patí Vilanova i el Biesca Gijón Hockey Club, com equip amfitrió. Es disputà en format de final a quatre, amb semifinals i final.
Es proclamà campió el CP Voltregà, que guanyà el seu quart títol de la competició. La jugadora argentina del CE Arenys de Munt, Letícia Corrales, fou la màxima golejadora del torneig amb sis gols.

## Competició

### Quadre de competició
|  | Semifinals             | Semifinals  |                        |   | Final | Final |
|  |                        |             |                        |   |       |       |
|  | 12 de febrer           |             |                        |   |       |       |
|  |                        |             |                        |   |       |       |
|  | CE Arenys de Munt      | 3           |                        |   |       |       |
|  | CE Arenys de Munt      | 3           | 13 de febrer 12:30 CET |   |       |       |
|  | CP Vilanova            | 2           |                        |   |       |       |
|  | CP Vilanova            | 2           | CE Arenys de Munt      | 3 |       |       |
|  | 12 de febrer           |             | CE Arenys de Munt      | 3 |       |       |
|  |                        | CP Voltregà | 4                      |   |       |       |
|  | Biesca Gijón HC        | CP Voltregà | 4                      | 0 |       |       |
|  | Biesca Gijón HC        |             |                        | 0 |       |       |
|  | CP Voltregà            | 7           |                        |   |       |       |
|  | CP Voltregà            | 7           | Tercer i quart lloc    |   |       |       |
|  |                        |             |                        |   |       |       |
|  | 13 de febrer 10:30 CET |             |                        |   |       |       |
|  |                        |             |                        |   |       |       |
|  | Biesca Gijón HC        | 1           |                        |   |       |       |
|  | Biesca Gijón HC        | 1           |                        |   |       |       |
|  | CP Vilanova            | 0           |                        |   |       |       |

### Semifinals
A la primera semifinal, el CE Arenys de Munt guanyà per 3 a 2 al CP Vilanova, amb tres gols de Letícia Corrales a la primera meitat. El club vilanoví reaccionà a la segona part amb dos de Berta Tarrida però insuficient per igualar el partit.
| CE Arenys de Munt        | 3‐2     | CP Vilanova      |
| ------------------------ | ------- | ---------------- |
| L. Corrales 7', 11', 19' | Informe | Tarrida 37', 37' |

A la segona semifinal, el CP Voltregà s'imposà amb claredat per 7 a 0 al Biesca Gijón HC. Marcaren per l'equip osonenc Tasha Lee (3), Carla Giudicci (2), Sílvia Romero i Motxa Barceló.
| Biesca Gijón HC | 0‐7     | CP Voltregà                                                        |
| --------------- | ------- | ------------------------------------------------------------------ |
|                 | Informe | Lee 5', 28', 35' · Giudicci 32', 36' · S. Romero 37' · Barceló 39' |

### Tercer i quart lloc
A la final de consolació, el Biesca Gijón HC guanyà per 1 a 0 al CP Vilanova amb un gol de Marta Soler i finalitzà en tercera posició.
| Biesca Gijón HC | 1‐0     | CP Vilanova |
| --------------- | ------- | ----------- |
| Soler 14'       | Informe |             |

Pavelló Mata Jove, Gijón

### Final
Disputaren la final de la XIII Copa de la Reina el CE Arenys de Munt i el CP Voltregà, repetint la mateixa final del 2006. El matx fou igualat i finalitzà amb empat a tres, amb tres gols de Letícia Corrales, per part maresmenca, i gols d'Anna Romero, Anna Casarramona i Carla Giudicci, per part osonenca. La jugadora asturiana, Tasha Lee, decidí el partit pel cantó osonenc amb un penal transformat a la segona part de la pròrroga. El CP Voltregà guanyà el seu quart títol de Copa de la Reina i fou el primer de la temporada 2010-11.
| CE Arenys de Munt              | 3‐4 (pr.) | CP Voltregà                                                    |
| ------------------------------ | --------- | -------------------------------------------------------------- |
| L. Corrales 10', 14', 39' (FD) | Informe   | A. Romero 3' · Casarramona 37' · Giudicci 37' · Lee 47' (g.o.) |

| CE Arenys de Munt | CP Voltregà |

| #          | Pos. | Nom              |  |
| ---------- | ---- | ---------------- |  |
|            | POR  | Vicky Rodríguez  |  |
|            |      | Maria Majó       |  |
|            |      | Leticia Corrales |  |
|            |      | Natalia Corrales |  |
|            |      | Elena Ruiz       |  |
|            |      | Laia Pera        |  |
|            |      | V. García        |  |
| Entrenador |      |                  |  |
|            |      |                  |  |

| Campió de la Copa de la Reina 2011 |
| ---------------------------------- |
| CP Voltregà Quart títol            |

| #          | Pos. | Nom              |           |
| ---------- | ---- | ---------------- | --------- |
|            | POR  | Laia Vives       |           |
|            |      | Natasha Lee      |           |
|            |      | Cristina Barceló |           |
|            |      | Anna Romero      |           |
|            |      | Carla Giudicci   |           |
|            |      | Anna Casarramona | Amonestat |
|            |      | Maria Ferron     |           |
|            |      | Sílvia Romero    |           |
| Entrenador |      |                  |           |
| David Bou  |      |                  |           |

## Estadístiques
| Classificació final | Classificació final | Classificació final | Classificació final | Classificació final | Classificació final | Classificació final | Classificació final |
| Pos.                | Club                | PJ                  | PG                  | PP                  | GF                  | GC                  | Gav                 |
| ------------------- | ------------------- | ------------------- | ------------------- | ------------------- | ------------------- | ------------------- | ------------------- |
| 1                   | CP Voltregà         | 2                   | 2                   | 0                   | 11                  | 4                   | +7                  |
| 2                   | CE Arenys de Munt   | 2                   | 1                   | 1                   | 6                   | 6                   | 0                   |
| 3                   | Hostelcur Gijón HC  | 2                   | 1                   | 1                   | 1                   | 7                   | -6                  |
| 4                   | CP Vilanova         | 2                   | 0                   | 2                   | 2                   | 3                   | -1                  |

| Màxima golejadora | Màxima golejadora | Màxima golejadora  | Màxima golejadora | Màxima golejadora | Màxima golejadora |
| #                 | Nom               | Club               | G                 | PJ                | GPP               |
| ----------------- | ----------------- | ------------------ | ----------------- | ----------------- | ----------------- |
| 1                 | Letícia Corrales  | CE Arenys de Munt  | 6                 | 2                 | 3.00              |
| 2                 | Natasha Lee       | CP Voltregà        | 4                 | 2                 | 2.00              |
| 3                 | Carla Giudici     | CP Voltregà        | 3                 | 2                 | 1.50              |
| 4                 | Berta Tarrida     | CP Vilanova        | 2                 | 2                 | 1.00              |
| 5                 | Silvia Romero     | CP Voltregà        | 1                 | 2                 | 0.50              |
| 6                 | Marta Soler       | Hostelcur Gijón HC | 1                 | 2                 | 0.50              |
| 7                 | Anna Romero       | CP Voltregà        | 1                 | 2                 | 0.50              |
| 8                 | Anna Casarramona  | CP Voltregà        | 1                 | 2                 | 0.50              |